# Terri Schiavo
Theresa Marie Schindler Schiavo, detta Terri (Lower Moreland Township, 3 dicembre 1963 – Pinellas Park, 31 marzo 2005), è stata un'impiegata statunitense, divenuta nota per la sua condizione patologica insorta a seguito di danni cerebrali ischemici; ha vissuto dipendendo per anni da alimentazione ed idratazione artificiali.
Il 25 febbraio 1990, la donna, che in passato aveva avuto problemi di sovrappeso e si era ripetutamente sottoposta a diete dimagranti molto severe, subì un arresto cardiaco, riportando gravi danni cerebrali con conseguente diagnosi di stato vegetativo persistente (PVS), al quale seguirono 15 anni di battaglie legali. Nel 1998 il marito, e tutore legale, Michael fece appello alla Corte di Contea di Pinellas chiedendo la rimozione del tubo di alimentazione. Robert e Mary Schindler, suoi genitori, si opposero alla decisione del marito, sostenendo che la figlia fosse cosciente. La corte concluse che Terri non avrebbe voluto continuare le terapie di mantenimento della vita.
La lunga battaglia legale sul suo caso durò per sette anni ed incluse il coinvolgimento di politici, gruppi di interesse e famosi movimenti a favore della vita e a sostegno dei disabili.
Prima dell'attuazione della decisione della corte locale, il 18 marzo 2005 il governo della Florida e degli Stati Uniti hanno promulgato una legge che ha cercato, invano, di impedire l'interruzione dell'alimentazione della Schiavo. Questi eventi hanno avuto una grande copertura mediatica a livello nazionale ed internazionale. La storia legale del caso Schiavo comprendeva, a marzo 2005, quattordici appelli e numerose mozioni, petizioni ed interrogazioni alla Corte della Florida; cinque cause presentate alla Corte Federale Distrettuale; numerose modifiche alla legislazione della Florida da parte della Corte Suprema della Florida; una citazione a giudizio del comitato del congresso per far entrare la Schiavo nel programma di protezione delle vittime; leggi (Compromesso di Palm Sunday); e quattro richieste negate di certiorari da parte della Corte Suprema degli Stati Uniti.
Morì al centro residenziale di cure palliative di Pinellas Park il 31 marzo 2005, all'età di 41 anni.

## Biografia
Theresa Marie Schindler visse i primi anni della sua vita nell'area di Lower Moreland Township, Pennsylvania nella Huntingdon Valley, un sobborgo di Filadelfia. Era la maggiore dei tre figli di Robert e Mary Schindler. Suo padre era di origini tedesche e sua madre di origini italiane. I suoi fratelli minori erano Robert Jr. (Bobby) e Suzanne (oggi Suzanne Vitadamo). Durante gli anni dell'adolescenza passati nella scuola superiore, la Schiavo era in sovrappeso, con un'altezza di 160 cm ed un peso di 90 kg. Nel 1981 si è diplomata alla Archbishop Wood Catholic High School. Dopo il diploma, il Dr. Ickler, suo medico di famiglia, le suggerì la dieta NutrySystem grazie alla quale perse circa 25 kg.
La Schiavo conobbe il futuro marito nel 1982 in una classe di sociologia al Bucks County Community College. Quando si sposarono, il 10 novembre 1984, presso la Chiesa Our Lady of Good Counsel di Southampton (Pennsylvania), la Schiavo pesava 64 kg. Si trasferirono in un appartamento di St. Petersburg, Florida, nell'aprile 1986. In seguito, tre mesi dopo, i suoi genitori si trasferirono a St. Petersburg. Terri lavorò come impiegata presso la compagnia di assicurazioni Prudential, mentre Michael era proprietario di un ristorante.
Nel maggio 1989, quando Terri pesava 55 kg, a causa della protratta amenorrea il Dr. Prawer, suo medico di famiglia, le consigliò una visita dal Dr. Igel, un ostetrico-ginecologo.

### Crisi medica iniziale
Il mattino del 25 febbraio 1990, circa alle ore 4:30 del mattino, Terri svenne nell'ingresso del suo appartamento a St. Petersburg. I vigili del fuoco e i paramedici giunti in risposta alla chiamata di Michael al 911 la trovarono faccia a terra ed incosciente. Non respirava e non aveva polso. Cercarono di rianimarla, la defibrillarono diverse volte, dopodiché venne trasportata al Humana Northside Hospital. Lì venne intubata, ventilata e le venne anche fatta una tracheotomia. Il lungo periodo senza ossigeno le causò gravi danni al cervello (l'autopsia rilevò un'"encefalopatia anossica-ischemica"), ledendo gravemente quelle porzioni del cervello responsabili della cognizione, della percezione e della veglia.
La causa del suo arresto cardiaco non fu mai determinata. Per un certo periodo di tempo, si credette che il suo arresto cardiaco fosse stato causato da uno squilibrio elettrolitico nel sangue. Per stessa ammissione dell'ospedale, la sua kaliemia era molto bassa, a 2,0 mEq/L, quando i livelli normali negli adulti sono di 3,5–5,0 mEq/L. I livelli di sodio e calcio erano normali. Lo squilibrio elettrolitico può essere causato dalla perdita di fluidi: la sua cartella clinica conteneva una nota che svelava che "apparentemente stava cercando di perdere peso con una dieta autocompilata, bevendo liquidi durante la giornata, in particolare 10-15 bicchieri di tè freddo." Si è ipotizzato che i bassi livelli di potassio potrebbero essere stati un risultato fuorviante causato dalla somministrazione intravascolare di fluidi durante il tentativo di rianimazione; non si sa se fosse bulimica.
Il marito di Terri successivamente intentò e vinse una causa per negligenza contro il suo ostetrico, Dott. Stephen Igel, affermando che il medico non avesse riconosciuto e diagnosticato la bulimia in sua moglie. Nel novembre 1992, la giuria gli concesse un milione di dollari; Schiavo ricevette il denaro nel febbraio 1993.
Terri rimase in coma per due mesi e mezzo. Quando riemerse dal coma, mostrò di aver ripreso un ciclo sonno-veglia, ma non mostrò alcuna coscienza di sé stessa o dell'ambiente in cui si trovava. Mentre inizialmente era nutrita da un sondino nasogastrico, le venne praticata in seguito una gastrostomia endoscopica percutanea (PEG) per permetterle l'assunzione di sostanze nutrienti da un tubo attraverso la parete addominale.
Il Dott. Garcia J. DeSousa, un neurologo di St. Petersburg, si occupò di Terri durante il suo iniziale ricovero alla Humana; sia lui che il Dott. Victor Gambone, internista e medico di famiglia degli Schiavo, giunsero indipendentemente alla diagnosi di stato vegetativo persistente (PVS) entro circa un anno dopo l'arresto cardiaco di Terri. Altri neurologi - i Dott. Jeffrey M. Karp, James H. Barnhill e Thomas H. Harrison - esaminarono Schiavo nel corso degli anni e giunsero alla stessa diagnosi; espressero inoltre speranze molto labili sulle sue possibilità di riprendersi. Il Dott. Cranford certificò nel 2005 che nulla nei referti medici suggeriva disaccordo tra i medici di Terri sulla diagnosi definitiva. Il referto legale, tuttavia, riportò le affermazioni di Michael sul fatto che Terri sentisse dolore.

### Petizione per rimuovere il sondino per l'alimentazione forzata
Nel maggio 1998, il marito di Terri, Michael, presentò una petizione per rimuovere il sondino per l'alimentazione forzata della Schiavo,  alla quale i parenti della donna si opposero. Richard Pearse fu indicato dalla corte come guardian ad litem (GAL), e il 29 dicembre 1998 riferì: "L'opinione del Dott. Jeffrey Karp sulle condizioni della paziente e sulla prognosi è sostanzialmente condivisa presso quei medici che sono stati recentemente coinvolti nel suo trattamento". Pearse concluse dalla diagnosi di PVS  di Karp e del Dott. Vincent Gambone che la Schiavo dal punto di vista legale si trovava in uno stato vegetativo permanente così come definito dallo stato della Florida, Titolo XLIV, Capitolo 765, §101(15). Ciò include "l'assenza di azioni volontarie" e una "incapacità di comunicare o interagire intenzionalmente"
Pearse trovò che non c'era alcuna possibilità di miglioramento ma che la decisione di Michael avrebbe potuto essere influenzata dalla possibilità di ereditare quel che restava delle proprietà di Terri Schiavo. A causa dell'assenza di una legge sul testamento biologico e dei dubbi sulla credibilità di Michael, Pearse raccomandò di rifiutare il suo ricorso per la rimozione del tubo per l'alimentazione forzata. Il problema del conflitto di interesse sollevato dal guardiam ad litem Pearse si estendeva anche agli Schindlers, riferì, poiché, avendo prevalso in varie contese circa la tutela, come presunti eredi a norma di legge avrebbero ereditato ciò che resta delle proprietà della Sig.ra Schiavo dopo la sua morte.

### Le volontà della Schiavo
Stante l'assenza di una legge sul testamento biologico, durante la settimana del 24 gennaio 2000 si tenne un'udienza con lo scopo di determinare le volontà della Schiavo circa le procedure volte a prolungare la vita di un malato. Furono ascoltate le testimonianze di diciotto testi circa le sue condizioni mediche e le sue volontà riguardo ai trattamenti medici che desiderava ricevere in caso di malattia che le impedisse di esprimere il proprio consenso alle cure. Michael affermò che la moglie non avrebbe voluto essere tenuta in vita da una macchina senza alcuna speranza di recupero. I genitori della donna al contrario asserirono che la Schiavo apparteneva alla Chiesa Cattolica Romana e che non avrebbe mai violato gli insegnamenti della Chiesa sull'eutanasia rifiutando l'alimentazione e l'idratazione forzata. Il giudice George Greer emise l'ordine che concedeva l'autorizzazione ad interrompere il supporto vitale della Schiavo nel febbraio 2000. Nella sua decisione, la corte trovò che la Schiavo si trovava in uno stato vegetativo permanente e che aveva rilasciato dichiarazione orale che avrebbe desiderato che il tubo per l'alimentazione forzata le venisse rimosso. Questa sentenza venne confermata dal Secondo Distretto della Corte d'Appello della Florida (o "secondo DCA") e divenne nota presso la corte come "Schiavo I" nelle successive sentenze.

### Alimentazione orale e "the Second Guardianship Challenge"
Nel marzo del 2000, gli Schindler presentarono una mozione per permettere l'alimentazione orale della Schiavo, che, per la legge della Florida, è una procedura che serve a prolungare la vita del malato. Poiché la documentazione clinica indicava che la Schiavo non rispondeva ai test di deglutizione e necessitava di un tubo per l'alimentazione, il giudice Greer determinò che la Schiavo non era in grado di ingerire nutrimento e idratazione sufficienti a tenerla in vita, e rifiutò la richiesta.  Il medico che praticò l'autopsia fu ancor più chiaro nel suo report postmortem, concludendo che la Schiavo non avrebbe potuto deglutire e dunque non avrebbe potuto ricevere per via orale nutrimento e idratazione sufficienti a mantenerla in vita
Nel 2000, di nuovo gli Schindler fecero ricorso contro il tutoraggio di Michael. Le nuove prove presentate mostravano che aveva avuto relazioni con altre donne e che aveva fallito nel procurare appropriate cure palliative e trattamenti medici per Theresa. Inoltre gli Schindler insinuarono che stesse dilapidando il patrimonio gestito in qualità di tutore trasferendo la Schiavo nell'hospice Pinellas Park in Florida "benché fosse chiaro che la donna non era 'terminale' secondo le linee guida" degli hospice. In quel periodo, nonostante fosse ancora legalmente sposato a Terri Schiavo, Michael aveva una relazione con Jodi Centonze, e aveva avuto con lei il loro primo figlio. Michael negò le accuse, affermando che gli Schindler l'avevano attivamente incoraggiato ad "andare avanti con la sua vita" e a vedere altre donne fin dal 1991. Michael disse che aveva scelto di non divorziare da sua moglie e abbandonare il suo ruolo di tutore perché voleva assicurarsi che le ultime volontà della donna venissero rispettate (ossia di non venir mantenuta in vita in PVS). La corte negò l'istanza di revoca del tutoraggio, affermando che le prove non erano sufficienti e, sotto certi aspetti, neppure rilevanti. Stabilì inoltre nel 24 aprile 2001 la data per la rimozione del tubo.

### Tre appelli –Schiavo II
Nell'aprile del 2001, gli Schindler presentarono una mozione per una revisione del processo citando nuove prove delle volontà della Schiavo. Il giudice Greer bocciò la mozione poiché intempestiva secondo la Norma 1.540(b) (5) del Codice di Procedura Civile della Florida. Il secondo DCA confermò la decisione di Greer ma rinviò la sentenza per dar modo agli Schindler di presentare una nuova mozione. Il 24 aprile, il tubo per l'alimentazione della Schiavo fu rimosso per la prima volta. Gli Schindler intentarono un'azione civile contro Michael per falsa testimonianza, che fu assegnata ad un'altra corte. Il giudice, Frank Quesada, emise un'ingiunzione contro la rimozione del tubo per l'alimentazione fin quando la causa non fosse stata chiusa. Il 26 aprile il tubo venne reinserito. Su appello di Michael, il secondo DCA capovolse la sentenza di Quesada. Nello stesso periodo, Michael presentò una mozione per rafforzare la sentenza della corte di tutoraggio (ossia che il tubo per l'alimentazione andasse rimosso). Il secondo DCA respinse la mozione. Queste tre sentenze, tutte pubblicate in un solo ordine dal Secondo Distretto della Corte d'Appello della Florida, divennero note presso la corte come "Schiavo II" nei successivi pronunciamenti.

### La contestazione della diagnosi di PVS –Schiavo III
Dopo il fallimento della contestazione del tutoraggio di Michael e la decisione circa le volontà della Schiavo sulla fine della propria vita, gli Schindler adottarono la posizione che sosteneva che la Schiavo non fosse in uno stato vegetativo permanente (PVS), e contestarono la diagnosi in aula. I genitori della Schiavo affermarono che la figlia non mostrasse i sintomi di uno stato vegetativo permanente e invece si trovasse in uno "stato di minima coscienza". I suoi genitori sostennero che in quel momento le sue azioni indicavano una risposta agli stimoli esterni, non comportamenti istintivi o dovuti a semplici riflessi. Per esempio, gli Schindler sostennero che la figlia sorrideva, rideva, piangeva, si muoveva, faceva tentativi infantili di parlare, addirittura cercando di dire "mamma" o "papà", o "sì" quando le veniva posta una domanda. Affermarono che quando la baciavano, lei li guardava e a volte arricciava le labbra.
Il 10 agosto 2001, su richiesta del secondo DCA, il giudice Greer esaminò una mozione degli Schindler nella quale si sosteneva che nuovi trattamenti medici avrebbero potuto ripristinare le abilità cognitive sufficienti affinché fosse la Schiavo stessa a decidere se continuare le cure per il prolungamento della sua vita. La corte esaminò anche una mozione degli Schindler volta a sollevare Michael dalle responsabilità di tutore e a ricusare il giudice Greer. Il giudice Greer respinse entrambe le mozioni, e gli Schindler fecero appello presso il secondo DCA.
Il 17 ottobre, la Corte d'Appello confermò il respingimento della mozione per il sollevamento del tutore e la ricusazione. La Corte d'Appello riconobbe che la sua opinione entrava in conflitto con quella del tribunale di prima istanza, e rinviò la questione delle volontà della Schiavo al tribunale di prima istanza, richiedendo che venisse messa in atto un'udienza indiziaria. La corte specificò che cinque neurologi certificati avrebbero dovuto testimoniare. Agli Schindler fu permesso di scegliere due dottori che avrebbero presentato le loro conclusioni all'udienza, mentre Michael avrebbe potuto presentare due esperti di parere opposto. Infine, la corte stessa avrebbe designato un medico indipendente che avrebbe valutato le condizioni della Schiavo (queste decisioni, pubblicate tutte in un singolo ordine dal Secondo Distretto della Corte d'Appello della Florida,  divennero note nelle successive sentenze come "Schiavo III").

### La decisione sulla diagnosi di PVS –Schiavo IV
Nell'ottobre del 2002, su rinvio del Secondo Distretto della Corte d'Appello, si tenne un'udienza indiziaria presso la corte del giudice Greer al fine di determinare se i nuovi trattamenti terapeutici avrebbero potuto aiutare la Schiavo a recuperare almeno in parte le proprie funzioni cognitive. In preparazione dell'udienza, venne eseguita una nuova tomografia assiale computerizzata (TAC), che mostrò una grave atrofia cerebrale. L'elettroencefalogramma non evidenziò alcuna attività cerebrale misurabile. La corte visionò una registrazione video di sei ore della Schiavo e concluse che il suo stato vegetativo era reale e non soggetto a disputa legale.
In accordo con le istruzioni del secondo DCA, furono selezionati cinque dottori affinché offrissero la loro testimonianza professionale all'udienza: due scelti dai genitori della Schiavo, due da Michael, e uno selezionato tramite mutuo accordo delle parti:
- la famiglia Schindler scelse il Dott. William Maxfield (un radiologo) e il Dott. William Hammesfahr (un neurologo)
- Michael Schiavo scelse il Dott. Ronald Cranfort e il Dott. Melvin Greer (entrambi neurologi)
- poiché non fu possibile trovare accordo fra le parti, la corte scelse il Dott. Peter Bambakidis (un neurologo)

Questi cinque dottori esaminarono la cartella clinica della Schiavo, le lastre del suo cervello, i video, e la Schiavo stessa. I dottori Cranford, Greer e Bambakidis testimoniarono che la Schiavo si trovava in uno stato vegetativo permanente. I dottori Maxfield e Hammesfahr testimoniarono invece che si trovava in uno stato di minima coscienza.
Come parte degli esami medici ordinati dalla corte, vennero registrate e presentate presso la corte della Contea di Pinellas sei ore di filmato della Schiavo. Il filmato includeva la Schiavo assieme alla madre e al neurologo William Hammersfahr. L'intero video venne visionato dal giudice Greer, che scrisse che la Schiavo "evidentemente non rispondeva ripetutamente a sua madre". Gli Schindler e i loro sostenitori estrassero dalle sei ore di registrazione sei clip per un totale di circa sei minuti che pubblicarono su dei siti web pubblici.
Il giudice Greer stabilì che la Schiavo fosse in PVS, e non ci fosse alcuna speranza di un significativo miglioramento. La sentenza della corte di prima istanza fu particolarmente critica sulla testimonianza del Dott. Hammesfahr, che aveva asserito di aver ottenuto risultati positivi in casi analoghi tramite la terapia vasodilatatoria, il cui successo non trova riscontro nella letteratura medica. Questa sentenza fu in seguito confermata dalla Seconda Corte d'Appello della Florida, che stabilì che "questa corte ha esaminato accuratamente tutti gli indizi a verbale", e "ha [...] attentamente osservato i video nella loro interezza". La corte concluse  che "...se fossimo stati chiamati a decidere sulla revisione della decisione sul tutoraggio de novo, l'avremmo ancora confermata". (Questa decisione del secondo DCA divenne nota nelle successive sentenze come "Schiavo IV").

### La petizione del 2003
All'inizio del 2003, gli Schindler iniziarono a cercare più pubblicità facendo pressione per il loro tentativo di tenere in vita la figlia. Scelsero l'attivista pro-life Randall Terry come loro portavoce ma continuarono a cercare una soluzione per vie legali.
L'11 settembre 2003, gli Schindler presentarono alla corte una petizione per prevenire la rimozione del tubo per l'alimentazione in modo da poter procedere con "una terapia da otto settimane". La petizione era accompagnata da quattro dichiarazioni giurate da parte di altrettanti membri della famiglia Schindler; uno di essi era il Dott. Alexander T. Gilmon. Durante l'udienza, l'avvocato degli Schindler fece mettere agli atti altre tre deposizioni giurate da parte di tre professionisti e due infermiere.
Il 17 settembre, il giudice George Greer respinse la petizione e scrisse che "la petizione è un tentativo da parte del Sig. e della Sig.ra Schindler di riaprire l'intero caso. Non è neppure un tentativo velato o camuffato. Le prove su cui si basa lo dimostrano chiaramente". Circa le affermazioni dell'infermiera Iyer, 17 settembre 2003 Greer scrisse che esse erano "incredibili a dir poco" e che "la Sig. Iyer descrive minuziosamente l'equivalente di 15 mesi di insabbiamento, dall'aprile del 1995 fino a luglio 1996, e che avrebbe coinvolto lo staff del Palm Garden of Largo Convalescent Center, il tutore, il tutore ad litem, medici professionisti, la polizia e, che ci si creda o meno, il Sig. e la Sig.ra Schindler... È impossibile credere che il Sig. e la Sig.ra Schindler non abbiano richiesto un mandato di comparizione per la Sig. Iyer durante l'udienza indiziaria del gennaio 2000, dato che la Iyer li contattò nel 1996 per la propria deposizione giurata".

## Coinvolgimento dello Stato: la legge di Terri
Il 15 ottobre 2003, il tubo per l'alimentazione della Schiavo venne rimosso. Nel giro di una settimana, quando l'ultimo appello degli Schindler si esaurì, la legislazione della Florida approvò frettolosamente la "Legge di Terri", che concedeva al governatore Jeb Bush l'autorità per intervenire nel caso. Bush ordinò immediatamente il reinserimento del tubo per l'alimentazione e inviò il Florida Departement of Law Enforcement per prelevare la Schiavo dall'hospice. Venne quindi condotta nel Morton Plant Rehabilitation Hospital di Clearwater, dove il tubo per l'alimentazione venne reinserito chirurgicamente.  Quindi, venne ricondotta all'hospice. Parte della legge prevedeva la designazione di un tutor ad litem, il Dott. Jay Wolfson, affinché "interpretasse e rappresentasse le volontà e gli interessi" della Schiavo, e li riferisse al governatore Bush. Il rapporto di Wolfson non modificò il ruolo di tutore legale di Michael, e non l'ostacolò per via legale.
Michael Schiavo si oppose all'intervento del Governatore nel caso della Schiavo,  e fu in parte rappresentato dalla American Civil Liberties Union (ACLU). Allo stesso tempo, Robert e Mary Schindler, suoi genitori, tentarono di intervenire e partecipare al caso della "Legge di Terri", ma questa possibilità fu loro negata dal giudice Douglas Baird, un circuit judge del sesto Circuit della Florida, lo stesso cui apparteneva anche il giudice George W. Greer. I due fecero appello e, il 13 febbraio, il secondo DCA ribaltò la sentenza di Baird, permettendo loro di partecipare. Il 17 marzo, Baird negò agli Schindler il diritto a partecipare per una seconda volta, e gli Schindler, rappresentati dal conservatore American Center for Law and Justice (ACLJ), fecero ancora una volta appello, e la corte stabilì un'audizione orale per la data del 14 giugno. Il secondo avvocato degli Schindler, Pat Anderson, stava nuovamente cercando di togliere le prerogative di tutore a Michael Schiavo e, il 16 giugno, presentò un'istanza per un mandato di Quo Warranto, un patrocinio che domanda a quale titolo qualcuno agisce in un ruolo ufficiale.
Il 5 maggio 2004, Baird stabilì che la "Legge di Terri" era incostituzionale, e la stralciò. Bush fece appello contro questo provvedimento presso la seconda DCA, ma, il 12 maggio 2004 quest'ultima promulgò un "Ordine di rinuncia al caso per l'emissione della sentenza definitiva e ordine di mostrare le ragioni per cui questo procedimento non debba essere certificato presso La Suprema Corte come richiedente un'immediata risoluzione", caso numero 2D04-2045, . La seconda DCA, nell'inviarlo direttamente alla Corte Suprema della Florida, fece ricorso alla "pass-through jurisdiction".
La Corte Suprema della Florida cassò la legge come incostituzionale.

## Mozioni finali
Fin dall'inizio del 2005 la pubblicità intorno al caso Schiavo cominciò di nuovo a crescere e raggiunse il suo massimo nella seconda metà di marzo, in concomitanza con gli ultimi giorni della Schiavo, dominando i notiziari nazionali per quasi un mese. Jesse Jackson andò in Florida per supportare la famiglia Schindler e discutere in sua vece.
Gli Schindler presentarono altre due mozioni nel tentativo di impedire la rimozione del tubo della Schiavo. Nessuna sospensione venne stabilita dalle corti che ricevettero gli appelli, e il 18 marzo 2005 il tubo venne rimosso per la terza volta.

### Dettagli della mozione
Il 23 febbraio 2005 la famiglia Schindler presentò una mozione di sospensione del giudizio a causa di valutazioni mediche in sospeso. Gli Schindler volevano che la Schiavo venisse esaminata con una fMRI e ricevesse una terapia della deglutizione chiamata VitalStim. La mozione era accompagnata da trentatré dichiarazioni giurate di dottori in diverse discipline, terapisti e patologi del linguaggio, e qualche neuropsichiatra, tutti che ribadivano la necessità di condurre ulteriori test medici.  Patricia Field Anderson, l'avvocato della famiglia Schindler, di nuovo espresse la speranza "che Terri potrebbe essere in grado di nutrirsi per via orale, nonostante precedenti accertamenti suggerissero che non ne fosse capace". Il giudice Greer rigettò formalmente la mozione e ordinò "la cessazione della nutrizione e dell'idratazione". Anderson argomentò che Greer non aveva specificato "nutrizione e idratazione artificiale" rispetto a "nutrizione e idratazione per via orale" e disse che "l'interruzione dell'alimentazione e dell'idratazione [...] non è stata ordinata dalla corte, ma da Michael Schiavo". Nella sua ordinanza, Greer stabilì anche un orario e una data per la rimozione del tubo per l'alimentazione: "le 13.00 di venerdì 18 marzo 2005" 
Il 28 febbraio gli Schindler presentarono un'istanza per avere il permesso di provare ad alimentare la Schiavo "tramite mezzi naturali". Questa seconda mozione chiedeva il permesso di "provare ad alimentare" la Schiavo per via orale.  L'8 marzo il giudice Greer rigettò anche questa seconda mozione, dicendo che "è ormai chiaro che questa seconda istanza è parte integrante della precedente mozione sulle valutazioni mediche. Le stesse dichiarazioni sono state usate per entrambe le istanze e la mozione appare come un patrocinio alternativo alla precedente istanza. Entrambe richiedono una procedura sperimentale".  Il giorno seguente, Greer rigettò anche la prima mozione, citando un medico scelto da Michael che aveva prestato dichiarazione giurata asserendo che la fMRI era una procedura sperimentale da condursi in un contesto accademico, poiché la Schiavo era già stata sottoposta ai testi di deglutizione che avevano dato esito negativo, e perché la VitalStim era stata testata solo su pazienti che non si trovavano in PVS. Greer puntualizzò che "la gran parte delle testimonianze giurate dei medici era basata sulla conoscenza di questi ultimi delle condizioni della Schiavo solo tramite notiziari o videoclip che avevano visionato. Molti erano ovviamente non al corrente degli esami medici eseguiti per il processo del 2002..."

## Coinvolgimento federale
In seguito all'ordine di Greer del 18 marzo 2005 di rimuovere il tubo per l'alimentazione, i Repubblicani del Congresso degli Stati Uniti d'America emisero un mandato di comparizione per un'udienza parlamentare tanto per Michael che per Terri Schiavo. È oltraggio al Congresso impedire o scoraggiare la comparizione di un testimone di fronte al Congresso stesso. Lo scopo di questa comparizione era dunque di posporre la rimozione del tubo per l'alimentazione.
Greer disse ai legali del congresso: "Non vedo alcuna ragione convincente per la quale il comitato [del congresso] debba intervenire". Egli fece anche presente che l'azione portata avanti all'ultimo minuto dal Congresso non poteva invalidare anni di sentenze della corte. Sebbene il leader della Maggioranza al Senato Bill Frist, il senatore Rick Santorum e il leader della Maggioranza alla Camera Tom Delay avanzarono la minaccia di sanzionare Greer per oltraggio al Congresso, il Congresso non cercò di forzare la comparizione dei testimoni, e non intraprese alcuna azione contro Greer.

### Il compromesso della Domenica delle Palme
Il Governatore Bush e il Congresso Repubblicano anticiparono il parere contrario di Greer ben prima che diventasse ufficiale, e lavorarono giorno per giorno per trovare un metodo alternativo per revocare le decisioni della corte ricorrendo all'autorità del Congresso degli Stati Uniti d'America. Il 20 marzo del 2005, il Senato all'unanimità approvò un disegno di legge per salvare Terri; poiché il voto avvenne oralmente, non ci fu alcun conteggio ufficiale di quanti votarono a favore e quanti contro. Poco dopo l'approvazione da parte del Senato, la Camera dei Rappresentanti approvò un disegno di legge identico alla S.686, che divenne nota come "Compromesso della Domenica delle Palme" e trasferiva la giurisdizione del caso Schiavo alla Corte Federale. La legge venne approvata dalla Camera il 21 marzo alle 12:41 del mattino EST. Il presidente Bush volò a Washington dalla sua vacanza in Texas per firmare la legge alle 13:11 EST. Come già stabilito dalla corte dello stato, tutte le istanze e appelli federali degli Schindler vennero respinte, e la Corte Suprema degli Stati Uniti rifiutò il diritto al certiorari, chiudendo di fatto ogni opzione legale agli Schindler.
Allo stesso tempo, divenne di pubblico dominio il cosiddetto Memoriale Schiavo, che causò un uragano politico. Il memoriale era stato scritto da Brian Darling, il consigliere legale del senatore repubblicano della Florida Mel Martinez. Suggeriva che il caso Schiavo costituisse "un'ottima opportunità politica" di far guadagnare al partito un ampio supporto popolare e potesse essere usato contro il senatore Bill Nelson, un democratico della Florida, poiché quest'ultimo si era rifiutato di supportare la legge. Nelson venne rieletto nel 2006.
Il 24 marzo del 2005, Greer respinse una mozione a favore dell'intervento del Department of Children & Families (DCF) e firmò un ordine che vietava al dipartimento di "prendere in custodia Theresa Marie Schiavo o spostarla" dall'hospice e impose a "ogni singolo sceriffo dello stato della Florida" di contribuire all'esecuzione del suo ordine. Il giorno successivo l'ordine fu portato in appello presso la seconda DCA, il che, secondo la legge dello stato, portava automaticamente ad una sospensione del provvedimento. Mentre la sospensione era in atto, il personale del Department of Law Enforcement della Florida si preparò a prendere in custodia Terri e a trasferirla in un ospedale locale per il reinserimento del tubo per l'alimentazione. Una volta che Greer venne informato della sospensione, ordinò la sua rimozione e la dimissione di tutte le parti. Il governatore Bush decise di obbedire all'ordine della corte nonostante l'enorme pressione da parte della destra. Se Bush (o l'assemblea legislativa della Florida) avessero ignorato l'ordine di Greer tentando di spostare la Schiavo dall'hospice, ci sarebbe stato uno scontro tra il Dipartimento di Polizia di Pinellas Park e gli agenti dell'FDLE. Per scherzo, un agente della polizia locale discusse "...se avevamo abbastanza agenti per tener testa alla Guardia Nazionale".

## La morte
Il 25 marzo del 2005, Bob e Mary Schindler annunciarono di aver esaurito le loro opzioni legali. Il giorno successivo, alla Schiavo venne somministrata l'unzione degli infermi. In accordo col rituale cattolico, la Schiavo ricevette l'eucaristia per l'ultima volta; le era stata somministrata una volta attraverso il tubo di alimentazione prima che venisse rimosso. Poiché la sua lingua era troppo disidratata per ricevere anche una piccola porzione dell'ostia, l'eucaristia le venne amministrata sotto la specie del vino (cosa permessa dal rituale cattolico), per mezzo di una goccia fatta cadere sulla sua lingua.
Nel giorno della sua morte, il fratello di Terri Schiavo, Bobby Schindler, e sua sorella Suzanne Vitadamo rimasero nella sua stanza per circa un'ora e 45 minuti quando un addetto dell'hospice informò Michael Schiavo che sua moglie era in punto di morte. Michael Schiavo richiese che i parenti fossero allontanati dalla stanza di Terri e non volle che fosse permesso alla sua famiglia di vederla ancora.
Alle 9:05 EST di martedì 31 marzo 2005 Terri Schiavo morì. Suo marito Michael era al suo fianco. Secondo il loro portavoce, ai genitori della Schiavo non fu permesso di entrare nella sua stanza durante le sue ultime ore. Quando fu loro detto che la figlia era morta, la coppia si recò in tutta fretta all'hospice. La famiglia Schindler non ebbe il permesso di accedere alla stanza della defunta finché Michael non ne fu uscito.

### Autopsia
Dopo la morte, il corpo della Schiavo fu preso in custodia dall'ufficio per l'esame medico delle contee di Pineallas e Pasco. L'autopsia si tenne il 1º aprile del 2005. L'esame rivelò un esteso danno cerebrale. La causa della morte venne messa a verbale come "indefinita". L'autopsia fu condotta dal Dott. Jon Thogmartin. Thogmartin fece svolgere anche specifici esami cardiaci e genetici. Il rapporto ufficiale dell'autopsia venne pubblicato il 15 giugno 2005. Oltre all'esame autoptico della Schiavo, Thogmartin registrò anche gli atti della corte, i referti medici e altri documenti, insieme a interviste ai membri della famiglia, dottori, e altri testimoni rilevanti.
L'esame del sistema nervoso della Schiavo rivelò l'esistenza di danni estesi. Il cervello pesava 615 gr, solo la metà del peso atteso per una donna della sua età, altezza e peso, un effetto causato dalla perdita di un considerevole numero di neuroni. L'esame microscopico rivelò danni estesi a quasi tutte le regioni del cervello, incluse la corteccia cerebrale, il talamo, i nuclei della base, l'ippocampo, il cervelletto e il mesencefalo. Le modifiche neuropatologiche osservate nel suo cervello erano esattamente quelle del tipo osservato in pazienti che entrano in PVS in seguito ad arresto cardiaco. Per tutta l'estensione della corteccia cerebrale, il grosso dei neuroni piramidali che comprendono circa il 70% delle cellule corticali - indispensabili per il funzionamento della corteccia - era stato completamente perduto. Lo schema del danno corticale, con lesioni che si aggravavano dalla parte frontale della corteccia verso la parte posteriore, erano ugualmente tipiche. C'era un danno rilevante ai circuiti profondi del cervello (il talamo) - un'altra evidenza patologica tipica dei casi di PVS - e il danno era, nelle parole di Thogmartin, "irreversibile, e nessun tipo di terapia o trattamento avrebbe potuto rigenerare il quantitativo massiccio di neuroni perduti".
Il Dott. Stephen J. Nelson, P.A., invitò alla cautela, dicendo che "la semplice analisi neuropatologica del cervello del deceduto - o di un qualsiasi cervello, se è per questo - non può avvalorare o confutare una diagnosi di stato vegetativo permanente o di stato di minima coscienza".  Lo stato vegetativo è una sindrome definita in base al comportamento del malato, che deve essere di totale incoscienza di sé stesso e dell'ambiente, e che si riscontra in persone che tuttavia sono sveglie. Poiché questa condizione è "definita in termini clinici", può dunque essere diagnosticata solo in persone che, ad un certo punto, mostrano di corrispondere a questo quadro clinico. Test secondari, come TAC, risonanza magnetica, elettroencefalogramma e secondariamente fMRI e PET possono solo fornire un supporto alle impressioni cliniche - così come i riscontri patologici dopo la morte. Nel caso di Terri Schiavo, sette degli otto neurologi che la esaminarono nei suoi ultimi anni conclusero che il quadro clinico era compatibile col PVS; le TAC, gli elettroencefalogrammi, la risonanza magnetica e, infine, gli accertamenti patologico, erano in accordo con la diagnosi.
Il cardiologo che analizzò il cuore della Schiavo trovò che esso e le arterie coronariche erano sane (il che esclude che il suo collasso iniziale fosse dovuto ad un infarto del miocardio), sebbene ci fosse un'area localizzata che mostrava segni di un'infiammazione poi risoltasi (il che apre la possibilità che la responsabile fosse una miocardite).
Sebbene la liquidazione di un milione di dollari concessa a Michael Schiavo per negligenza da parte dei medici fosse basata sul presupposto che Terri Schiavo soffrisse di un disordine alimentare (la bulimia) che le aveva causato un grave scompenso elettrolitico che le aveva fermato il cuore, Thogmartin trovò che "non c'è alcuna prova che Terri Schiavo abbia mai sofferto di disturbi alimentari come la bulimia". La principale prova che la Schiavo soffrisse di bulimia - il basso livello di potassio nel suo sangue nel 1990 - poteva essere stata causata dalle cure di emergenza che le furono somministrate allora, disse Thogmartin. Sebbene avesse perso più di 45 kg dai tempi delle scuole superiori, la Schiavo non ammise mai di soffrire di un disturbo alimentare, non fece ricorso a medicinali per dimagrire e nessuno la vide mai vomitare cibo.
Per quel che riguarda la possibilità che il collasso della Schiavo fosse dovuto a strangolamento o a violenza domestica, il rapporto afferma: "Non è mai stato osservato alcun trauma durante i numerosi esami obiettivi e nelle radiografie che furono condotti sulla Sig.ra Schiavo nel giorno del suo collasso, in quelli successivi, o nei mesi che seguirono. Anzi, un'ora dopo il suo ricovero all'ospedale un esame radiografico del tratto cervicale della spina dorsale fu negativo. Nello specifico, durante la sua ammissione all'ospedale non fu osservato né registrato alcun segno esterno di strangolamento, comprese lesioni cutanee o del collo, lividi facciali/congiuntivali, o altri traumi da corpo contundente. L'esame autoptico della struttura del suo collo 15 anni dopo il suo collasso iniziale non ha rilevato alcun segno di trauma pregresso ma, con un simile ritardo, non ci si attendeva di riscontrare alcuna evidenza".
Circa le cause e le modalità della morte della Schiavo, Thogmartin scrisse: "La Sig.ra Schiavo soffrì le conseguenze di una grave anossia cerebrale la cui causa ["sic"] non può essere determinata con ragionevole certezza medica. Le modalità della morte vengono quindi registrate come indeterminate".
"Non ci stupisce che l'esecutore dell'autopsia abbia detto che il cervello di Terri era danneggiato" disse Bobby Schindler Jr., suo fratello, durante un'intervista alcune ore dopo che l'autopsia venne resa pubblica. "Il fatto che il dottore abbia escluso la bulimia e l'attacco cardiaco, senza alcun dubbio, solleva molti interrogativi".

### Sepoltura
Dopo l'autopsia il corpo di Terri Schiavo è stato cremato. I suoi genitori fecero celebrare una messa in sua memoria nella chiesa cattolica del Sacro Nome di Gesù a Gulfport, Florida il 5 aprile. Padre Frank Pavone, fondatore di Priests for Life, si occupò dell'omelia 
Il 7 maggio i genitori di Terri si lamentarono pubblicamente di non essere stati informati di quando e dove le ceneri della loro figlia fossero (o stessero per essere) sepolte da Michael Schiavo. Il marito aveva l'obbligo legale di informarli.
Il 20 giugno, i resti di Terri Schiavo furono sepolti. L'avvocato degli Schindler affermò che la famiglia venne informata via fax solo dopo la conclusione del servizio funebre; per allora, la famiglia aveva già iniziato a ricevere telefonate dai giornalisti. Le ceneri furono interrate nel Sylvan Abbey Memorial Park in Clearwater (Florida).
L'epitaffio recita:
Schiavo / Theresa Marie / Beloved Wife
Born December 3, 1963
Departed this earth / February 25, 1990
At peace March 31, 2005
(Dove with olive branch)
I Kept my Promise
(traduzione)
Schiavo / Theresa Marie / Moglie amata
Nata il 3 dicembre 1963
Ha lasciato questo mondo il 25 febbraio 1990
In Pace il 31 marzo 2005
(Una colomba con un rametto di ulivo)
Ho mantenuto la promessa

## Opinione pubblica e attivismo
Nel 2004, Papa Giovanni Paolo II disse che i medici e gli infermieri erano moralmente obbligati a fornire cibo e acqua ai pazienti in stato vegetativo permanente. Questa affermazione condusse ad una nuova disputa nel 2005 da parte dei genitori della Schiavo, che chiesero un nuovo processo poiché la figlia, devota Cattolica, non sarebbe andata contro gli insegnamenti della Chiesa. David Gibbs III, il capo degli avvocati dei genitori della Schiavo, concordò con la posizione del Vaticano secondo la quale la sospensione dell'alimentazione e dell'idratazione forzata fossero una forma di eutanasia. Il giudice Greer rigettò la loro richiesta.
Il caso di Terri Schiavo catalizzò l'attenzione del pubblico sia americano che internazionale ed ebbe importanti conseguenze politiche. Vennero condotti numerosi sondaggi, in particolare circa la liceaità del coinvolgimento federale, con risultati controversi. Il caso ebbe illustri sostenitori da ambo le parti, e numerosi gruppi di pressione e manifestazioni. Sebbene la maggior parte delle manifestazioni fosse non violenta, ci furono anche minacce di morte nei confronti di Michael Schiavo.
L'11 marzo 2005, il magnate dei media Robert Herring (che credeva che la ricerca sulle staminali avrebbe potuto curare la Schiavo) offrì un milione di dollari a Michael Schiavo se avesse acconsentito a cedere la propria tutela legale su Terri ai parenti di sua moglie. L'offerta fu rifiutata; George Felos, avvocato di Michael Schiavo, la definì offensiva, aggiungendo che Michael aveva rifiutato altre offerte in denaro, inclusa una da 10 milioni di dollari.
Durante gli ultimi atti della disputa legale nel marzo del 2005, circa 30 privati cittadini presentarono diverse lamentele al DCF, denunciando diversi abusi. Essi comprendevano l'affermazione che Terri Schiavo fosse sofferente a causa di un intervento odontoiatrico, non avendo subito alcun altro intervento di tale genere per anni prima di questo, e deprivazione sensoriale. Le indagini del DFC mostrarono che le rivendicazioni erano prive di fondamento, affermando che "non c'era alcuna indicazione" di abuso in nessuno dei casi presentati e concludendo che "la gran parte delle evidenze mostra che Michael Schiavo ha seguito gli ordini dei dottori circa la diagnosi di stato vegetativo permanente della Sig.ra Schiavo e che si è preso cura di lei in modo appropriato".

## Terri Schiavo nella cultura di massa
- La serie televisiva South Park ha trasmesso un episodio in cui Kenny McCormick si trova in una situazione simile a quella di Terri Schiavo; esso si intitola Best Friend Forever. Ha vinto un Emmy Award come Miglior Cartone Animato.
- L'episodio Family Ties della terza stagione del telefilm Arrested Development - Ti presento i miei comprende un caso simile a quello della Schiavo.
- L'episodio 14 Peter-Assment dell'ottava stagione del cartone animato I Griffin inizia proprio con una recita scolastica di Stewie trattante Terri Schiavo.